# V-League 2024-2025 (femminile)
La V-League 2024-2025, 21ª edizione della massima serie del campionato sudcoreano di pallavolo femminile, si è svolta dal 19 ottobre 2024 all'8 aprile 2025: al torneo hanno partecipato 7 squadre di club sudcoreane e la vittoria finale è andata per la quinta volta alle Pink Spiders.

## Regolamento

### Formula
La competizione prevede che le sette squadre partecipanti prendano parte a una regular season composta da sei round, per un totale di trentasei incontri ciascuna:
- la prima classificata accede direttamente alla finale dei play-off scudetto, giocata al meglio delle cinque gare;
- la seconda e la terza classificata accedono alla semifinale dei play-off scudetto, giocandosi l'accesso in finale al meglio delle tre gare;
- la terza e la quarta classificata, in caso di distacco compreso o inferiore a 3 punti, accedono ai quarti di finale in gara unica.

### Criteri di classifica
Se il risultato finale è stato di 3-0 o 3-1 sono stati assegnati 3 punti alla squadra vincente e 0 a quella sconfitta, se il risultato finale è stato di 3-2 sono stati assegnati 2 punti alla squadra vincente e 1 a quella sconfitta.
L'ordine del posizionamento in classifica è stato definito in base a:
- Punti;
- Numero di partite vinte;
- Ratio dei set vinti/persi;
- Ratio dei punti realizzati/subiti.

## Squadre partecipanti
| Club              | Stagione | Città    | Impianto                 | Stagione precedente          |
| ----------------- | -------- | -------- | ------------------------ | ---------------------------- |
| AI Peppers        | Dettagli | Gwangju  | Yeomju Gymnasium         | 7ª in V-League               |
| GS Caltex Seoul   | Dettagli | Seul     | Jangchung Gymnasium      | 4ª in V-League               |
| Hyundai Hillstate | Dettagli | Suwon    | Suwon Gymnasium          | Campionesse di Corea del Sud |
| IBK Altos         | Dettagli | Hwaseong | Sports Complex Gymnasium | 5ª in V-League               |
| Korea Expressway  | Dettagli | Gimcheon | Gimcheon Gymnasium       | 6ª in V-League               |
| Pink Spiders      | Dettagli | Incheon  | Samsan World Gymnasium   | 2ª in V-League               |
| Red Sparks        | Dettagli | Daejeon  | Chungmu Gymnasium        | 3ª in V-League               |

## Torneo

### Regular season

#### Risultati
| Primo round |                                      |     |                                   |
|             |                                      |     |                                   |
| 19-10       | Hyundai Hillstate - Pink Spiders     | 1-3 | 19-25, 25-14, 22-25, 16-25        |
| 20-10       | Red Sparks - GS Caltex Seoul         | 3-0 | 25-18, 25-22, 25-12               |
| 22-10       | Korea Expressway - AI Peppers        | 0-3 | 17-25, 22-25, 14-25               |
| 23-10       | IBK Altos - Hyundai Hillstate        | 1-3 | 23-25, 22-25, 25-23, 24-26        |
| 24-10       | Pink Spiders - GS Caltex Seoul       | 3-0 | 25-20, 25-18, 26-24               |
| 25-10       | AI Peppers - Red Sparks              | 2-3 | 21-25, 18-25, 25-18, 25-23, 6-15  |
| 26-10       | Korea Expressway - IBK Altos         | 1-3 | 16-25, 25-21, 22-25, 13-25        |
| 27-10       | GS Caltex Seoul - Hyundai Hillstate  | 0-3 | 18-25, 15-25, 18-25               |
| 29-10       | Pink Spiders - AI Peppers            | 3-1 | 23-25, 27-25, 25-20, 25-15        |
| 30-10       | Red Sparks - IBK Altos               | 2-3 | 13-25, 25-23, 25-18, 22-25, 10-15 |
| 31-10       | Hyundai Hillstate - Korea Expressway | 3-2 | 23-25, 25-20, 29-31, 25-23, 15-13 |
| 01-11       | AI Peppers - GS Caltex Seoul         | 1-3 | 25-16, 24-26, 20-25, 23-25        |
| 02-11       | IBK Altos - Pink Spiders             | 0-3 | 24-26, 22-25, 22-25               |
| 03-11       | Korea Expressway - Red Sparks        | 0-3 | 22-25, 27-29, 21-25               |
| 05-11       | Hyundai Hillstate - AI Peppers       | 3-1 | 25-16, 17-25, 25-21, 25-17        |
| 06-11       | GS Caltex Seoul - IBK Altos          | 2-3 | 25-21, 27-29, 25-18, 19-25, 13-15 |
| 07-11       | Korea Expressway - Pink Spiders      | 1-3 | 20-25, 15-25, 25-23, 12-25        |
| 08-11       | Red Sparks - Hyundai Hillstate       | 1-3 | 12-25, 29-27, 22-25, 37-39        |
| 09-11       | AI Peppers - IBK Altos               | 0-3 | 21-25, 13-25, 15-25               |
| 10-11       | GS Caltex Seoul - Korea Expressway   | 1-3 | 27-25, 21-25, 16-25, 22-25        |
| 12-11       | Pink Spiders - Red Sparks            | 3-2 | 24-26, 25-18, 25-21, 24-26, 15-10 |

| Secondo round |                                      |     |                                   |
|               |                                      |     |                                   |
| 13-11         | AI Peppers - Hyundai Hillstate       | 0-3 | 18-25, 19-25, 14-25               |
| 14-11         | IBK Altos - GS Caltex Seoul          | 3-1 | 26-24, 25-9, 25-27, 25-22         |
| 15-11         | Pink Spiders - Korea Expressway      | 3-1 | 25-19, 25-22, 21-25, 25-19        |
| 16-11         | Hyundai Hillstate - Red Sparks       | 3-1 | 25-18, 25-16, 23-25, 25-19        |
| 17-11         | IBK Altos - AI Peppers               | 3-0 | 25-21, 25-21, 27-25               |
| 19-11         | Korea Expressway - GS Caltex Seoul   | 3-1 | 26-24, 21-25, 25-16, 25-13        |
| 20-11         | Red Sparks - Pink Spiders            | 0-3 | 16-25, 21-25, 22-25               |
| 21-11         | Hyundai Hillstate - IBK Altos        | 2-3 | 25-21, 25-27, 13-25, 25-15, 13-15 |
| 22-11         | AI Peppers - Korea Expressway        | 3-2 | 25-22, 25-23, 20-25, 20-25, 15-13 |
| 23-11         | GS Caltex Seoul - Red Sparks         | 2-3 | 25-18, 24-26, 25-20, 24-26, 9-15  |
| 24-11         | Pink Spiders - Hyundai Hillstate     | 3-1 | 25-17, 35-37, 27-25, 25-12        |
| 26-11         | Korea Expressway - IBK Altos         | 0-3 | 24-26, 17-25, 17-25               |
| 27-11         | Red Sparks - AI Peppers              | 1-3 | 16-25, 25-17, 23-25, 20-25        |
| 28-11         | GS Caltex Seoul - Pink Spiders       | 1-3 | 25-21, 19-25, 6-25, 13-25         |
| 29-11         | Korea Expressway - Hyundai Hillstate | 1-3 | 15-25, 18-25, 25-15, 10-25        |
| 30-11         | IBK Altos - Red Sparks               | 0-3 | 17-25, 13-25, 14-25               |
| 01-12         | AI Peppers - Pink Spiders            | 0-3 | 22-25, 23-25, 18-25               |
| 03-12         | Hyundai Hillstate - GS Caltex Seoul  | 3-0 | 25-11, 27-25, 25-19               |
| 04-12         | Red Sparks - Korea Expressway        | 3-0 | 25-22, 25-13, 25-22               |
| 05-12         | Pink Spiders - IBK Altos             | 3-2 | 21-25, 22-25, 25-20, 25-16, 15-9  |
| 06-12         | AI Peppers - GS Caltex Seoul         | 3-1 | 15-25, 25-18, 25-15, 25-16        |

| Terzo round |                                      |     |                                   |
|             |                                      |     |                                   |
| 07-12       | Korea Expressway - Red Sparks        | 1-3 | 22-25, 27-25, 19-25, 20-25        |
| 08-12       | IBK Altos - Hyundai Hillstate        | 0-3 | 15-25, 21-25, 12-25               |
| 10-12       | Pink Spiders - AI Peppers            | 3-0 | 26-24, 25-18, 25-18               |
| 11-12       | GS Caltex Seoul - Korea Expressway   | 2-3 | 25-23, 23-25, 20-25, 27-25, 16-18 |
| 12-12       | Red Sparks - Hyundai Hillstate       | 3-2 | 25-20, 25-23, 8-25, 27-29, 15-7   |
| 13-12       | IBK Altos - Pink Spiders             | 0-3 | 10-25, 23-25, 19-25               |
| 14-12       | AI Peppers - GS Caltex Seoul         | 3-0 | 25-18, 25-13, 25-16               |
| 15-12       | Hyundai Hillstate - Korea Expressway | 3-1 | 25-16, 25-23, 15-25, 25-19        |
| 17-12       | Pink Spiders - Red Sparks            | 1-3 | 22-25, 23-25, 25-14, 22-25        |
| 18-12       | GS Caltex Seoul - IBK Altos          | 1-3 | 16-25, 25-23, 19-25, 23-25        |
| 19-12       | Korea Expressway - AI Peppers        | 3-2 | 25-27, 25-23, 25-20, 22-25, 15-7  |
| 20-12       | Hyundai Hillstate - Pink Spiders     | 3-0 | 25-12, 25-21, 25-16               |
| 21-12       | Red Sparks - GS Caltex Seoul         | 3-1 | 24-26, 25-16, 25-15, 25-17        |
| 22-12       | AI Peppers - IBK Altos               | 1-3 | 24-26, 22-25, 25-20, 23-25        |
| 24-12       | Korea Expressway - Pink Spiders      | 3-0 | 25-17, 25-18, 25-18               |
| 25-12       | GS Caltex Seoul - Hyundai Hillstate  | 0-3 | 32-34, 18-25, 21-25               |
| 26-12       | AI Peppers - Red Sparks              | 2-3 | 18-25, 25-21, 25-19, 19-25, 7-15  |
| 27-12       | IBK Altos - Korea Expressway         | 3-0 | 25-19, 25-14, 25-21               |
| 28-12       | Pink Spiders - GS Caltex Seoul       | 3-0 | 27-25, 25-19, 25-18               |
| 29-12       | AI Peppers - Hyundai Hillstate       | 3-2 | 22-25, 25-23, 19-25, 26-24, 15-12 |
| 31-12       | Red Sparks - IBK Altos               | 3-0 | 25-18, 25-14, 25-21               |

| Quarto round |                                      |     |                                   |
|              |                                      |     |                                   |
| 07-01        | GS Caltex Seoul - Pink Spiders       | 3-2 | 25-19, 25-18, 22-25, 21-25, 15-13 |
| 08-01        | Korea Expressway - Hyundai Hillstate | 2-3 | 25-21, 25-23, 22-25, 17-25, 7-15  |
| 09-01        | IBK Altos - AI Peppers               | 2-3 | 19-25, 25-23, 25-17, 22-25, 14-16 |
| 10-01        | GS Caltex Seoul - Red Sparks         | 2-3 | 23-25, 27-25, 22-25, 25-20, 12-15 |
| 11-01        | Pink Spiders - Korea Expressway      | 2-3 | 22-25, 25-21, 20-25, 25-23, 11-15 |
| 12-01        | Hyundai Hillstate - AI Peppers       | 1-3 | 21-25, 25-13, 19-25, 24-26        |
| 14-01        | IBK Altos - Red Sparks               | 2-3 | 21-25, 34-36, 25-23, 25-19, 12-15 |
| 15-01        | Korea Expressway - GS Caltex Seoul   | 3-2 | 31-29, 16-25, 25-22, 18-25, 15-8  |
| 16-01        | AI Peppers - Pink Spiders            | 2-3 | 15-25, 25-22, 25-18, 22-25, 11-15 |
| 17-01        | Hyundai Hillstate - IBK Altos        | 3-0 | 25-18, 25-15, 25-21               |
| 18-01        | Red Sparks - Korea Expressway        | 3-0 | 25-22, 25-22, 25-20               |
| 19-01        | GS Caltex Seoul - AI Peppers         | 3-0 | 25-19, 25-20, 25-20               |
| 21-01        | Pink Spiders - IBK Altos             | 3-1 | 25-18, 18-25, 25-20, 25-23        |
| 22-01        | Hyundai Hillstate - Red Sparks       | 2-3 | 25-21, 27-29, 25-23, 18-25, 13-15 |
| 23-01        | AI Peppers - Korea Expressway        | 0-3 | 20-25, 21-25, 15-25               |
| 24-01        | IBK Altos - GS Caltex Seoul          | 2-3 | 21-25, 25-21, 20-25, 25-21, 10-15 |
| 25-01        | Pink Spiders - Hyundai Hillstate     | 3-0 | 25-13, 25-21, 25-15               |
| 26-01        | Red Sparks - AI Peppers              | 3-1 | 10-25, 25-21, 25-16, 25-17        |
| 28-01        | Korea Expressway - IBK Altos         | 3-0 | 25-18, 25-20, 27-25               |
| 29-01        | Hyundai Hillstate - GS Caltex Seoul  | 3-0 | 25-17, 25-19, 25-22               |
| 30-01        | Red Sparks - Pink Spiders            | 2-3 | 21-25, 28-26, 25-15, 15-25, 9-15  |

| Quinto round |                                      |     |                                   |
|              |                                      |     |                                   |
| 31-01        | AI Peppers - IBK Altos               | 1-3 | 25-17, 17-25, 17-25, 22-25        |
| 01-02        | GS Caltex Seoul - Korea Expressway   | 3-1 | 25-13, 24-26, 25-20, 25-23        |
| 02-02        | Pink Spiders - Red Sparks            | 3-1 | 25-21, 22-25, 25-10, 25-23        |
| 04-02        | IBK Altos - Hyundai Hillstate        | 1-3 | 16-25, 27-25, 16-25, 16-25        |
| 05-02        | GS Caltex Seoul - AI Peppers         | 2-3 | 31-33, 27-25, 24-26, 25-23, 12-15 |
| 06-02        | Korea Expressway - Pink Spiders      | 0-3 | 19-25, 17-25, 18-25               |
| 07-02        | Red Sparks - Hyundai Hillstate       | 3-1 | 25-20, 20-25, 25-16, 25-14        |
| 08-02        | GS Caltex Seoul - IBK Altos          | 3-0 | 25-15, 25-21, 26-24               |
| 09-02        | Pink Spiders - AI Peppers            | 3-0 | 25-13, 25-12, 27-25               |
| 11-02        | Hyundai Hillstate - Korea Expressway | 1-3 | 32-30, 16-25, 24-26, 17-25        |
| 12-02        | Red Sparks - IBK Altos               | 3-0 | 25-20, 25-17, 25-22               |
| 13-02        | Pink Spiders - GS Caltex Seoul       | 3-1 | 22-25, 25-15, 25-21, 25-19        |
| 14-02        | Hyundai Hillstate - AI Peppers       | 3-0 | 25-21, 25-21, 25-16               |
| 15-02        | Korea Expressway - Red Sparks        | 2-3 | 25-20, 27-29, 25-19, 21-25, 11-15 |
| 16-02        | IBK Altos - Pink Spiders             | 0-3 | 23-25, 12-25, 20-25               |
| 18-02        | GS Caltex Seoul - Hyundai Hillstate  | 3-2 | 25-22, 16-25, 19-25, 25-22, 15-6  |
| 19-02        | AI Peppers - Red Sparks              | 3-0 | 25-21, 25-23, 25-13               |
| 20-02        | IBK Altos - Korea Expressway         | 0-3 | 23-25, 24-26, 24-26               |
| 21-02        | Hyundai Hillstate - Pink Spiders     | 0-3 | 18-25, 15-25, 17-25               |
| 22-02        | Red Sparks - GS Caltex Seoul         | 3-0 | 25-23, 25-23, 25-12               |
| 23-02        | Korea Expressway - AI Peppers        | 3-2 | 25-20, 23-25, 25-19, 17-25, 15-8  |

| Sesto round |                                      |     |                                   |
|             |                                      |     |                                   |
| 25-02       | Pink Spiders - IBK Altos             | 3-1 | 25-14, 18-25, 25-20, 25-21        |
| 26-02       | GS Caltex Seoul - Red Sparks         | 3-1 | 22-25, 25-21, 25-21, 25-19        |
| 27-02       | Korea Expressway - Hyundai Hillstate | 3-1 | 25-21, 13-25, 25-21, 25-17        |
| 28-02       | IBK Altos - AI Peppers               | 3-0 | 25-21, 25-22, 25-23               |
| 01-03       | Red Sparks - Pink Spiders            | 3-2 | 23-25, 21-25, 25-18, 25-13, 15-11 |
| 02-03       | Hyundai Hillstate - GS Caltex Seoul  | 1-3 | 20-25, 29-27, 22-25, 21-25        |
| 03-03       | AI Peppers - Korea Expressway        | 2-3 | 21-25, 31-29, 25-23, 20-25, 12-15 |
| 05-03       | IBK Altos - Red Sparks               | 3-0 | 25-17, 25-17, 26-24               |
| 06-03       | Pink Spiders - Hyundai Hillstate     | 1-3 | 25-12, 18-25, 18-25, 15-25        |
| 07-03       | GS Caltex Seoul - AI Peppers         | 3-2 | 20-25, 25-17, 25-20, 21-25, 15-10 |
| 08-03       | IBK Altos - Korea Expressway         | 2-3 | 25-23, 17-25, 25-19, 21-25, 15-17 |
| 09-03       | Hyundai Hillstate - Red Sparks       | 3-0 | 25-16, 25-16, 25-16               |
| 11-03       | AI Peppers - Pink Spiders            | 3-2 | 15-25, 14-25, 25-20, 27-25, 15-12 |
| 12-03       | Korea Expressway - GS Caltex Seoul   | 3-2 | 23-25, 25-21, 18-25, 25-22, 15-12 |
| 13-03       | Hyundai Hillstate - IBK Altos        | 1-3 | 23-25, 25-27, 25-19, 18-25        |
| 14-03       | Red Sparks - AI Peppers              | 3-0 | 27-25, 25-17, 25-19               |
| 15-03       | Pink Spiders - Korea Expressway      | 3-1 | 25-19, 23-25, 25-18, 25-20        |
| 16-03       | IBK Altos - GS Caltex Seoul          | 1-3 | 26-24, 22-25, 14-25, 23-25        |
| 18-03       | AI Peppers - Hyundai Hillstate       | 1-3 | 24-26, 12-25, 25-20, 12-25        |
| 19-03       | Red Sparks - Korea Expressway        | 2-3 | 20-25, 25-19, 25-19, 17-25, 8-15  |
| 20-03       | GS Caltex Seoul - Pink Spiders       | 3-0 | 25-23, 25-17, 25-21               |

#### Classifica
| Pos. | Squadra           | Pt | G  | V  | P  | SV | SP | Ratio | PF    | PS    | Ratio |
| ---- | ----------------- | -- | -- | -- | -- | -- | -- | ----- | ----- | ----- | ----- |
| 1    | Pink Spiders      | 81 | 36 | 27 | 9  | 91 | 46 | 1,978 | 3 141 | 2 784 | 1,128 |
| 2    | Hyundai Hillstate | 66 | 36 | 21 | 15 | 81 | 58 | 1,397 | 3 169 | 2 927 | 1,083 |
| 3    | Red Sparks        | 64 | 36 | 23 | 13 | 82 | 62 | 1,323 | 3 161 | 3 090 | 1,023 |
| 4    | IBK Altos         | 47 | 36 | 15 | 21 | 60 | 75 | 0,800 | 2 918 | 3 027 | 0,964 |
| 5    | Korea Expressway  | 46 | 36 | 17 | 19 | 67 | 79 | 0,848 | 3 148 | 3 250 | 0,969 |
| 6    | GS Caltex Seoul   | 39 | 36 | 12 | 24 | 58 | 85 | 0,682 | 3 041 | 3 254 | 0,935 |
| 7    | AI Peppers        | 35 | 36 | 11 | 25 | 54 | 88 | 0,614 | 2 947 | 3 193 | 0,923 |

      Qualificata alla finale play-off scudetto.
      Qualificata alle semifinali play-off scudetto.

### Play-off scudetto
|  | Semifinali | Semifinali        | Semifinali | Semifinali | Semifinali |   |   | Finale | Finale       | Finale | Finale | Finale | Finale | Finale |  |
|  |            |                   |            |            |            |   |   |        |              |        |        |        |        |        |  |
|  |            |                   |            |            |            |   |   | 1      | Pink Spiders | 3      | 3      | 2      | 2      | 3      |  |
|  |            |                   |            |            |            |   |   | 1      | Pink Spiders | 3      | 3      | 2      | 2      | 3      |  |
|  |            |                   | 3          | Red Sparks | 0          | 2 | 3 | 3      | 2            |        |        |        |        |        |  |
|  | 2          | Hyundai Hillstate | 3          | Red Sparks | 0          | 2 | 3 | 3      | 2            | 0      | 3      | 1      |        |        |  |
|  | 2          | Hyundai Hillstate |            |            |            |   |   |        |              |        |        | 1      |        |        |  |
|  | 3          | Red Sparks        | 3          | 0          | 3          |   |   |        |              |        |        |        |        |        |  |

#### Semifinale
| Gara 1 |                                |     |                     |
|        |                                |     |                     |
| 25-03  | Hyundai Hillstate - Red Sparks | 0-3 | 24-26, 23-25, 19-25 |

| Gara 2 |                                |     |                     |
|        |                                |     |                     |
| 27-03  | Red Sparks - Hyundai Hillstate | 0-3 | 20-25, 17-25, 22-25 |

| \| Gara 3 \| \| \| \| \| \| \| \| \| \| 29-03 \| Hyundai Hillstate - Red Sparks \| 1-3 \| 24-26, 25-12, 19-25, 20-25 \| |                                |     |                            |
| Gara 3 |                                |     |                            |
| |                                |     |                            |
| 29-03 | Hyundai Hillstate - Red Sparks | 1-3 | 24-26, 25-12, 19-25, 20-25 |

#### Finale
| Gara 1 |                           |     |                     |
|        |                           |     |                     |
| 31-03  | Pink Spiders - Red Sparks | 3-0 | 25-21, 25-22, 25-19 |

| Gara 2 |                           |     |                                   |
|        |                           |     |                                   |
| 02-04  | Pink Spiders - Red Sparks | 3-2 | 23-25, 18-25, 25-22, 25-12, 15-12 |

| Gara 3 |                           |     |                                   |
|        |                           |     |                                   |
| 04-04  | Red Sparks - Pink Spiders | 3-2 | 21-25, 34-36, 25-22, 25-19, 15-11 |

| Gara 4 |                           |     |                                   |
|        |                           |     |                                   |
| 06-04  | Red Sparks - Pink Spiders | 3-2 | 25-20, 24-26, 36-34, 22-25, 15-12 |

| \| Gara 5 \| \| \| \| \| \| \| \| \| \| 08-04 \| Pink Spiders - Red Sparks \| 3-2 \| 26-24, 26-24, 24-26, 23-25, 15-13 \| |                           |     |                                   |
| Gara 5 |                           |     |                                   |
| |                           |     |                                   |
| 08-04 | Pink Spiders - Red Sparks | 3-2 | 26-24, 26-24, 24-26, 23-25, 15-13 |

## Premi individuali
| Premio                    | Giocatrice          | Squadra           |
| ------------------------- | ------------------- | ----------------- |
| MVP della Regular season  | Kim Yeon-koung      | Pink Spiders      |
| MVP delle finali play-off | Kim Yeon-koung      | Pink Spiders      |
| MVP dell'All-Star Game    | Kim Yeon-koung      | Pink Spiders      |
| MVP 1º round              | Kim Yeon-koung      | Pink Spiders      |
| MVP 2º round              | Kim Yeon-koung      | Pink Spiders      |
| MVP 3º round              | Megawati Pertiwi    | Red Sparks        |
| MVP 4º round              | Megawati Pertiwi    | Red Sparks        |
| MVP 5º round              | Kim Yeon-koung      | Pink Spiders      |
| MVP 6º round              | Gyselle Silva       | GS Caltex Seoul   |
| Miglior allenatore        | Marcello Abbondanza | Pink Spiders      |
| Miglior giovane           | Kim Da-eun          | Korea Expressway  |
| Miglior palleggiatrice    | Yeum Hye-seon       | Red Sparks        |
| Miglior opposto           | Gyselle Silva       | GS Caltex Seoul   |
| Miglior schiacciatrice    | Kim Yeon-koung      | Pink Spiders      |
| Miglior schiacciatrice    | Vanja Bukilić       | Red Sparks        |
| Miglior centrale          | Anilise Fitzi       | Pink Spiders      |
| Miglior centrale          | Lee Da-hyeon        | Hyundai Hillstate |
| Miglior libero            | Yim Myung-ok        | Korea Expressway  |
| Miglior palleggiatrice    | Lee Hyo-hee         | -                 |
| Miglior opposto           | Hwang Youn-joo      | Hyundai Hillstate |
| Miglior schiacciatrice    | Kim Yeon-koung      | Pink Spiders      |
| Miglior schiacciatrice    | Han Song-yi         | -                 |
| Miglior centrale          | Yang Hyo-jin        | Hyundai Hillstate |
| Miglior centrale          | Dae-Young Jung      | -                 |
| Miglior libero            | Yim Myung-ok        | Korea Expressway  |

## Classifica finale
| Pos                      | Squadra           |
| ------------------------ | ----------------- |
| Corea del Sud (bandiera) | Pink Spiders      |
| 2                        | Red Sparks        |
| 3                        | Hyundai Hillstate |
| 4                        | IBK Altos         |
| 5                        | Korea Expressway  |
| 6                        | GS Caltex Seoul   |
| 7                        | AI Peppers        |

## Statistiche
| Rendimento individuale | Rendimento individuale | Rendimento individuale | Rendimento individuale |
| Pos.                   | Nome                   | Punti                  | Squadra                |
| ---------------------- | ---------------------- | ---------------------- | ---------------------- |
| 1                      | Megawati Pertiwi       | 1 020                  | Red Sparks             |
| 2                      | Gyselle Silva          | 1 008                  | GS Caltex Seoul        |
| 3                      | Viktorija Dan'čak      | 910                    | IBK Altos              |
| 4                      | Vanja Bukilić          | 799                    | Red Sparks             |
| 5                      | Laetitia Moma Bassoko  | 791                    | Hyundai Hillstate      |
| 6                      | Kim Yeon-koung         | 718                    | Pink Spiders           |
| 7                      | Merelin Nikolova       | 637                    | Korea Expressway       |
| 8                      | Taylor Fricano         | 562                    | AI Peppers             |
| 9                      | Kang So-hwi            | 548                    | Korea Expressway       |
| 10                     | Tutku Yüzgenç          | 500                    | Pink Spiders           |

| Attacchi vincenti | Attacchi vincenti     | Attacchi vincenti | Attacchi vincenti |
| Pos.              | Nome                  | Punti             | Squadra           |
| ----------------- | --------------------- | ----------------- | ----------------- |
| 1                 | Gyselle Silva         | 920               | GS Caltex Seoul   |
| 2                 | Megawati Pertiwi      | 917               | Red Sparks        |
| 3                 | Viktorija Dan'čak     | 817               | IBK Altos         |
| 4                 | Laetitia Moma Bassoko | 727               | Hyundai Hillstate |
| 5                 | Vanja Bukilić         | 688               | Red Sparks        |
| 6                 | Kim Yeon-koung        | 635               | Pink Spiders      |
| 7                 | Merelin Nikolova      | 551               | Korea Expressway  |
| 8                 | Taylor Fricano        | 494               | AI Peppers        |
| 9                 | Kang So-hwi           | 492               | Korea Expressway  |
| 10                | Park Jeong-ah         | 418               | AI Peppers        |

| Muri vincenti | Muri vincenti  | Muri vincenti | Muri vincenti     |
| Pos.          | Nome           | Punti         | Squadra           |
| ------------- | -------------- | ------------- | ----------------- |
| 1             | Anilise Fitzi  | 128           | Pink Spiders      |
| 2             | Lee Da-hyeon   | 120           | Hyundai Hillstate |
| 3             | Jung Ho-young  | 109           | Red Sparks        |
| 4             | Oh Se-Yeon     | 103           | GS Caltex Seoul   |
| 5             | Zhang Yu       | 94            | AI Peppers        |
| 6             | Kim Se-been    | 92            | Korea Expressway  |
| 7             | Park Eun-jin   | 89            | Red Sparks        |
| 8             | Bae Yoo-na     | 84            | Korea Expressway  |
| 9             | Choi Jeong-min | 83            | IBK Altos         |
| 10            | Yang Hyo-jin   | 82            | Hyundai Hillstate |

| Battute vincenti | Battute vincenti  | Battute vincenti | Battute vincenti |
| Pos.             | Nome              | Punti            | Squadra          |
| ---------------- | ----------------- | ---------------- | ---------------- |
| 1                | Merelin Nikolova  | 63               | Korea Expressway |
| 2                | Gyselle Silva     | 60               | GS Caltex Seoul  |
| 3                | Vanja Bukilić     | 54               | Red Sparks       |
| 4                | Yeum Hye-seon     | 43               | Red Sparks       |
| 5                | Viktorija Dan'čak | 42               | IBK Altos        |
| 6                | Zhang Yu          | 40               | AI Peppers       |
| 7                | Jeong Yun-ju      | 38               | Pink Spiders     |
| 8                | Kim Yeon-koung    | 33               | Pink Spiders     |
| 9                | Lee Go-eun        | 31               | Pink Spiders     |
| 10               | Megawati Pertiwi  | 29               | Red Sparks       |